# Anna Falchi

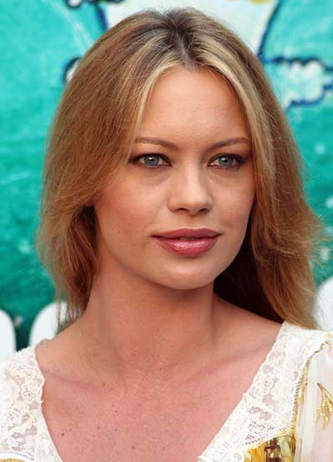
Anna Falchi.

Anna Falchi (Tampere, Finlandia; 22 de abril de 1972), nacida como Anna Kristiina Palomäki, es una modelo y actriz ítalo-finlandesa. Es muy conocida en Italia.

## Filmografía
- La princesa y el mendigo (TV) (1997)
- Celuloide (1997)
- Desideria, el anillo del dragón (TV) (1994)
- Mi novia es un zombi (1994)
- Golfos de broma (1994)